# Remutaka Range
Die Remutaka Range, bis August 2017 Rimutaka Range genannt, ist ein Gebirgszug im Süden der Nordinsel Neuseelands, der zwischen der Tararua Range im Norden und der Küste zur Cookstraße auf einer Länge von circa 50 km parallel zur westlichen und östlichen Küstenlinie der Nordinsel verläuft. Der breiteste Bereich des Gebirgsrückens weist etwa 25 km auf.
Die Berge der Remutaka Range sind die südlichsten der Nordinsel. Im Westen wird der Höhenzug durch das Hutt Valley und den Wellington Harbour, im Süden durch die Cookstraße, im Osten durch den Ruamahanga River und den Lake Wairarapa sowie im Norden in der Verbindung zwischen Upper Hut und Featherston durch die Tararua Range und den Tauwharenīkau River begrenzt.
Die höchste Erhebung der Remutaka Range ist der Mount Matthews  mit 940 m Höhe. Der Mount Clime ist mit seinen 831 m Höhe ein wichtiger Wetter- und Windschutz vor den starken südlichen Winden und prägnanter Teil der von Wellington aus sichtbaren Skyline der Bergkette.

## Remutaka Forest Park
Ein Teil der Remutaka Range wird durch den 22.000 Hektar großen Remutaka Forest Park eingenommen. Dieser Park ist besonders für die Bevölkerung von Wellington ein beliebtes Naherholungs- und Wandergebiet. Der durch das Department of Conservation unterhaltene Park weist zahlreiche beliebte Wanderwege auf.

## Geschichte
Die Māori nutzten die Remutaka Range schon frühzeitig als Lebensraum und Nahrungsquelle. Zahlreiche Fundstätten lassen heute noch auf frühere Siedlungen der Māori schließen.

## Verkehr
Die einzige über den Gebirgszug führende Straße ist der SH 2, welcher über den Remutaka Pass Featherston im Osten und Upper Hutt im Westen verbindet.
Seit 1878 kreuzte die Bahnstrecke Wellington–Woodville zwischen Upper Hutt und Featherston die Remutaka Range mit einer Steilstrecke, die mit der Bergbahn-Technik nach dem System Fell überwunden wurde. Der personell und technisch hoch aufwändige Betrieb dieses Abschnitts wurde 1955 zugunsten des Rimutaka-Basistunnels aufgegeben. Die ehemalige Bahntrasse wird heute unter der Bezeichnung Rimutaka Rail Trail als Wander- und Radweg nachgenutzt, eine besonders bei Mountainbikern beliebte Route.

## Erdbeben
Im Jahre 1855 waren die Remutaka Range Zentrum des bisher schwersten in Neuseeland gemessenen und nachweisbaren Erdbebens, welches als das Wairarapa-Erdbeben in die Geschichte des Landes eingehen sollte. Das Beben mit der Stärke von 8,2 auf der Richterskala hatte die Anhebungen des Geländes um teilweise bis knapp über 6 Meter sowie mehrere Tsunamis an den umliegenden Küstenabschnitten und im Wellington Harbour zur Folge.